# ドイツの祝日
ドイツの祝日（ドイツのしゅくじつ）では、東西統一以後のドイツ（1990年以後）で法定休日とされている日を列挙する。備考で書かれている州名はその州だけで休日とされていることを示す。何も州名が書かれていない場合は、ドイツ全土の休日。
| 日付                  | 日本語表記                          | 現地語表記                | 備考 |
| --------------------- | ----------------------------------- | ------------------------- | --- |
| 1月1日                | 新年                                | Neujahr                   | |
| 1月6日                | 公現祭 （東方の三博士の来訪記念日） | Heilige Drei Könige       | バイエルン州、バーデン＝ヴュルテンベルク州、ザクセン＝アンハルト州 |
| 復活祭 2日前          | 聖金曜日                            | Karfreitag                | 復活祭の日付についてはコンプトゥスを参照。なお、復活祭(Ostersonntag)は移動祝日だが、必ず日曜日になるので、休日である。                                                                                       |
| 復活祭翌日            | 復活祭後の月曜日                    | Ostermontag               | |
| 5月1日                | 労働の日 （メーデー）               | Tag der Arbeit            | |
| 復活祭 39日後         | 主の昇天 （キリスト昇天祭）         | Christi Himmelfahrt       | |
| 復活祭 50日後         | 聖霊降臨後の月曜日                  | Pfingstmontag             | なお、聖霊降臨(Pfingsten)は移動祝日だが、必ず日曜日になるので、休日である。 |
| 復活祭 60日後         | 聖体の祝日 （聖体拝受の日）         | Fronleichnam              | バイエルン州、バーデン＝ヴュルテンベルク州、ヘッセン州、ノルトライン＝ヴェストファーレン州、ラインラント＝プファルツ州、ザールラント州、ザクセン州（一部）、ザクセン＝アンハルト州、テューリンゲン州（一部） |
| 8月15日               | 聖母被昇天祭                        | Mariä Himmelfahrt         | バイエルン州（一部）、ザールラント州 |
| 10月3日               | ドイツ統一の日                      | Tag der Deutschen Einheit | |
| 10月31日              | 宗教改革記念日                      | Reformationstag           | ブランデンブルク州、メクレンブルク＝フォアポンメルン州、ザクセン州、ザクセン＝アンハルト州、テューリンゲン州                                                                                                 |
| 11月1日               | 諸聖人の日 （万聖節）               | Allerheiligen             | バイエルン州、バーデン＝ヴュルテンベルク州、ノルトライン＝ヴェストファーレン州、ラインラント＝プファルツ州、ザールラント州                                                                                   |
| 11月23日 直前の水曜日 | 贖罪の日 （贖罪祈祷日）             | Buß- und Bettag           | ザクセン州 |
| 12月25日 ・26日       | クリスマス （降誕祭）               | Weihnachten               | |

## 解説
統一記念日
1990年10月3日の東西ドイツ統一を記念し、これに伴って得られた国内の平和を祝う日。
宗教改革記念日
1517年10月31日にマルティン・ルターがヴィッテンベルク城教会の扉に贖宥状の問題を記した紙（「95ヶ条の論題」）を張り出し、宗教改革の幕開けと見なされる事件を記念する日。
贖罪の日
介護保険制度の導入とともにザクセン州を除き廃止された。

## 関連
- Category:キリスト教圏の年中行事